# Marble Arch

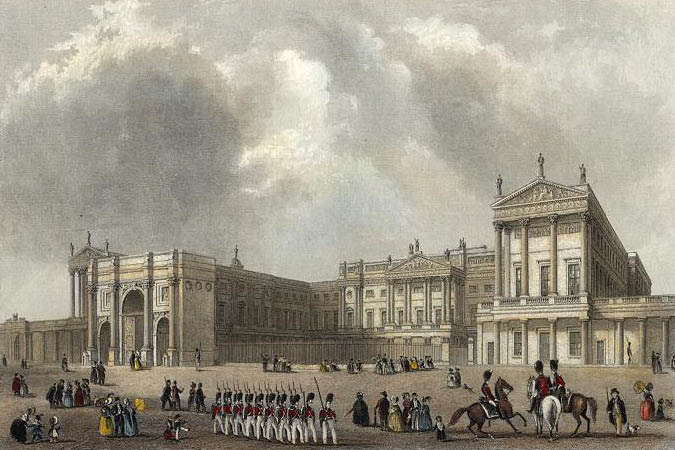
Marble Arch jako brama wjazdowa do Buckingham Palace (opublikowano w 1837 roku)

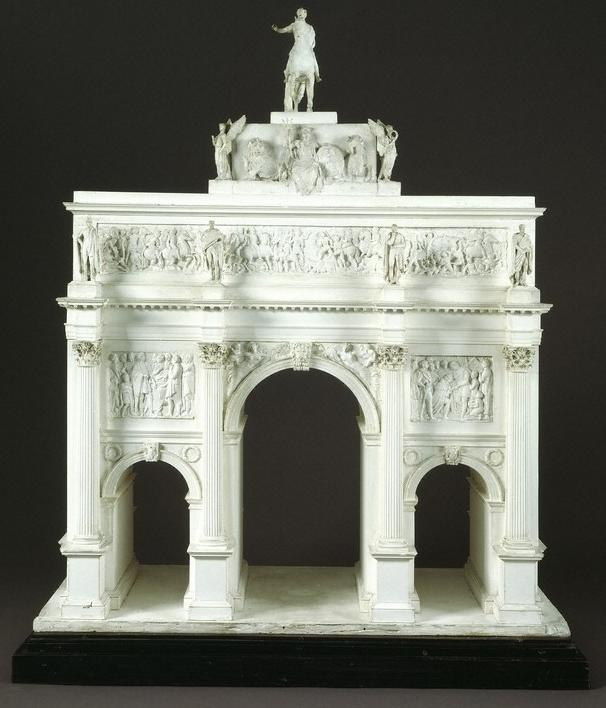
Oryginalny projekt Marble Arch według Johna Nasha

Marble Arch – marmurowy łuk triumfalny w Londynie, w City of Westminster, ustawiony przy skrzyżowaniu Oxford Street, Park Lane i Edgware Road, na północno-wschodnim krańcu Hyde Parku. Do 1851 stał przed Buckingham Palace. W przeszłości jedynie członkowie rodziny królewskiej i oddziały Królewskiej Artylerii Konnej były przepuszczani pod łukiem, podczas uroczystych pochodów. Nazwa „Marble Arch” odnosi się także do okolicy, w której monument się znajduje. Nazwę tę nosi również pobliska stacja metra.

## Projekt
Łuk został zaprojektowany w 1825 roku, na wzór rzymskiego Łuku Konstantyna Wielkiego przez brytyjskiego architekta Johna Nasha. Stanowił ceremonialną bramę wjazdową na dziedziniec nowo powstałego Buckingham Palace. Pałac otaczał dziedziniec z trzech stron, Marble Arch umieszczono od wschodniej, otwartej strony.
Budowa Marble Arch była częścią programu mającego na celu uczczenie brytyjskich zwycięstw w wojnach napoleońskich. Model łuku, powstały około 1826 roku, znajduje się w Muzeum Wiktorii i Alberta.
Na szczycie łuku miała stanąć rzeźba króla Jerzego IV, autorstwa angielskiego rzeźbiarza Johna Flaxmana. Po jego śmierci w 1826 roku zlecenie zdobienia łuku podzielono pomiędzy rzeźbiarzy: Sir Richarda Westmacotta, Edwarda Hodgesa Baily'ego i J.C.F. Rossi'ego. Pomnik konny króla wykonał Francis Leggatt Chantrey.

## Budowa
Budowa rozpoczęła się w 1827 roku, jednak została przerwana w 1830 roku z powodu rosnących kosztów. Prace wznowione w 1832 roku, pod nadzorem Edwarda Blore'a, który znacznie zredukował projekt Nash'a, m.in. pomijając rzeźbę Jerzego IV. Łuk został ukończony w 1833 roku.
Niektóre niewykorzystane rzeźby znalazły swoje miejsce w innych londyńskich konstrukcjach. Fryz Richarda Westmacotta zdobiony płaskorzeźbą przedstawiającą bitwę pod Waterloo oraz tablica Nelsona znajdują się na Buckingham Palace. Dzieła Johna Rossi'ego przeniesiono do National Gallery, a pomnik Jerzego IV stanął na jednym z piedestałów na Trafalgar Square.

## Przeniesienie
Łuk został zdemontowany w 1850 roku, kiedy wschodnie skrzydło Buckingham Palace zostało zbudowane. Przeniesienie i rekonstrukcja Marble Arch na wschodnim krańcu Hyde Parku została ukończona w marcu 1851 roku. Trzy małe pomieszczenia znajdujące się wewnątrz budowli zostały zaadaptowane na posterunek policji, który pozostał tam do 1950 roku.